# 乔治·马丁
乔治·亨利·马丁爵士，CBE（Sir George Henry Martin，1926年1月3日—2016年3月8日）是一位英国唱片制作人、编曲人、作曲人、指挥、音訊工程師及乐手。他广泛参与了披头士乐队每张原版专辑的方方面面，因此有时被称为“披头士第五人”。马丁被认为是史上最伟大的唱片制作人之一，在英国拥有30首冠军歌曲，在美国拥有23首。
马丁受到了多个音乐风格的影响，包括科尔·波特和约翰尼·丹克沃斯的风格。1947年至1950年，他在市政廳音樂及戲劇學院学习钢琴和双簧管。毕业后，他到的古典音乐部门工作，随后于1950年加入百代唱片。1950年代早期，马丁与彼得·塞勒斯和派克·米利甘等人合作，制作喜剧和新奇唱片。
在长达近六十年的职业生涯中，马丁活跃在音乐、电影、电视和现场表演等领域。他也在数个媒体公司担任高级行政人员，参与了多个慈善活动。1996年，为表彰他对音乐产业和流行文化的贡献，马丁获授爵士勋位。

## 生平

### 早年
乔治·马丁出生於霍洛威一帶的木匠家庭，在他六岁时家里买了一台钢琴，这激发了他对音乐的兴趣。八岁时，马丁说服父母让他去上钢琴课，在上了八节课后因为家人与钢琴老师的反对下停止了。二战爆发时，马丁就读于圣依纳爵学院，他曾在学院获得过奖学金，但这时学院因战争不得不疏散师生撤离，马丁和家人离开伦敦，来到韦林花园城，之后他在雷文斯本学校就读。
尽管马丁一直对音乐感兴趣，幻想自己成为下一个拉赫玛尼诺夫，但他最初并没有选择音乐作为一种职业。他做过工料測量师，之后在英國陸軍部当临时职员，负责填写文书和沏茶。1943年，17岁的马丁加入了英国皇家海军的航空兵部队，成为了空中观察员和军官。他没有参加过任何一场战斗，战争就已经结束了，他于1947年退伍。在新音乐促进委员会的成员西德尼·哈里森（Sidney Harrison）的鼓励下，马丁用退伍军人补助金去市政厅音乐及戏剧学院学习。1947年至1950年，他在那里学习钢琴和双簧管，对拉赫玛尼诺夫、莫里斯·拉威尔和科尔·波特的音乐产生兴趣。马丁的双簧管老师是玛格丽特·艾略特（保罗·麦卡特尼日后女友简·爱舍的母亲）。1948年1月3日，仍在就学的马丁与希娜·奇肖姆（Sheena Chisholm）成婚，和她育有两个孩子：亚力克斯和格雷戈里·保罗·马丁。他后来于1966年7月24日和朱迪·洛哈特-史密斯（Judy Lockhart-Smith）结婚，他们有两个孩子：露西（Lucie）和吉里斯·马丁。

### Parlophone厂牌

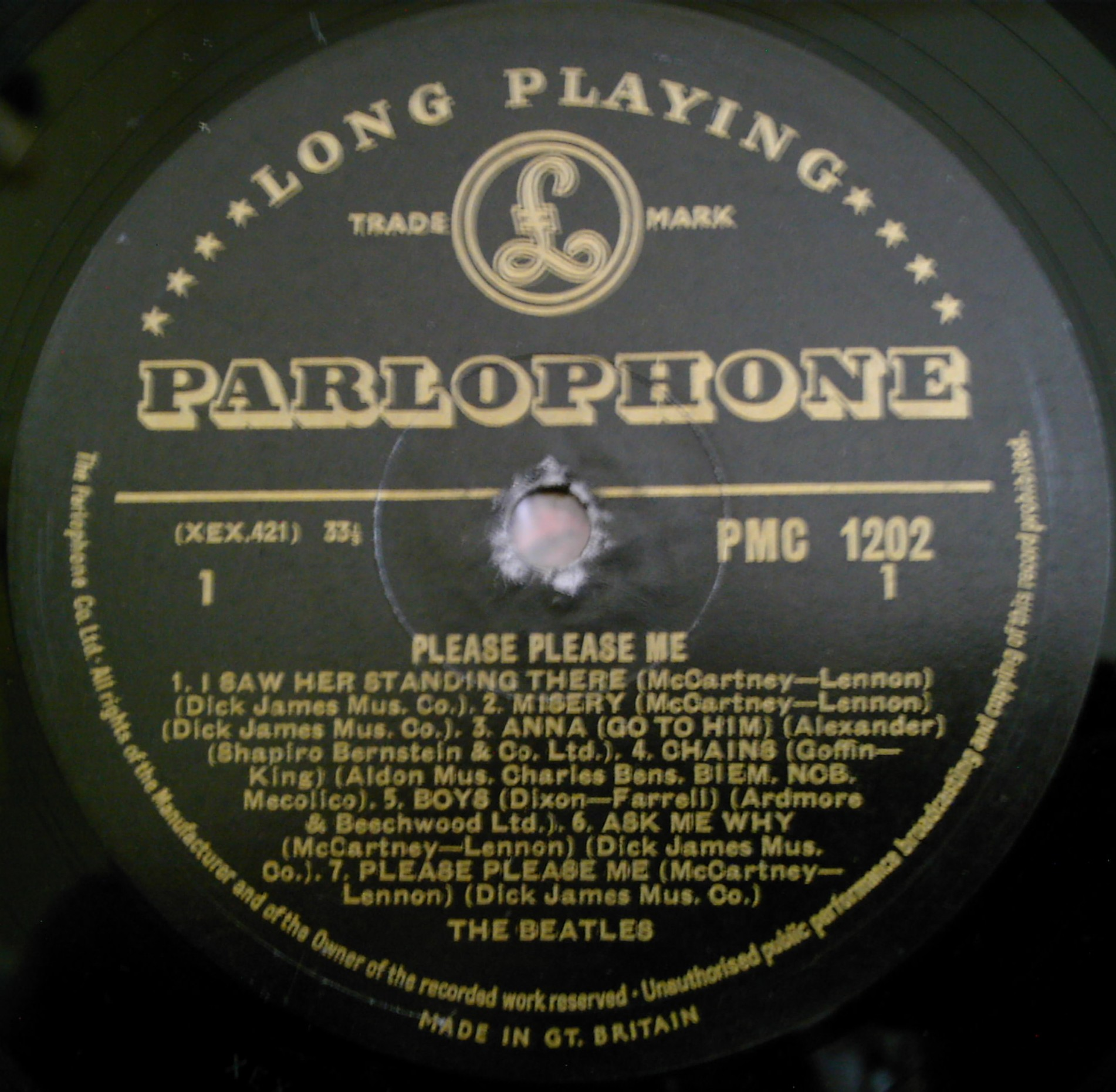
Parlophone发行的披头士第一张LP（由马丁制作）

马丁毕业后在的古典音乐部门工作，然后在1950年加入百代唱片公司（EMI）。1950年至1955年，他是百代旗下厂牌主管奥斯卡·普洛伊斯（Oscar Preuss）的助理。厂牌不受百代重视，只发行无关紧要的艺人作品。普洛伊斯于1955年退休后，马丁接管了该厂牌，录制古典和巴洛克音乐、音乐剧初版卡司演唱和英国与爱尔兰的地方音乐。
马丁也制作了无数喜剧和新奇唱片。他的第一张热门唱片是皮特·乌斯蒂诺夫和安東尼·霍普金斯的单曲唱片（《嘲笑莫扎特》）。百代原本不愿在1952年发行该唱片，但普洛伊斯坚持要他们给他年轻的助理马丁一个机会。50年代后期，马丁与彼得·塞勒斯合作了两张很流行的喜剧。第一张以10英寸黑胶唱片的制式发行，名叫（《塞勒斯精选集》）；第二张于1957年发行，名为（《给摇摆塞勒斯的歌》）。通过和塞勒斯的工作关系，马丁结识了斯派克·米里根并成为了后者的好友，他是米利根第二次婚姻的伴郎。
和马丁合作过的其他喜剧演员有伯纳德·克里宾斯、查理·德雷克、特里·斯科特、布鲁斯·弗辛斯、迈克尔·本汀、达利·摩尔、夫兰达斯与史旺、兰斯·珀西弗、琼安·辛姆斯和比尔·欧迪。马丁的工作成果改变了Parlophone厂牌的形象，从一个“悲哀的小公司”到一个非常赚钱的业务。
而1960年代早期，马丁还没有在榜单上获得成功时，他为加里·格里特录制过几首歌曲，格里特当时用了假名“保罗·瑞文”（Paul Raven）。

### 披头士乐队

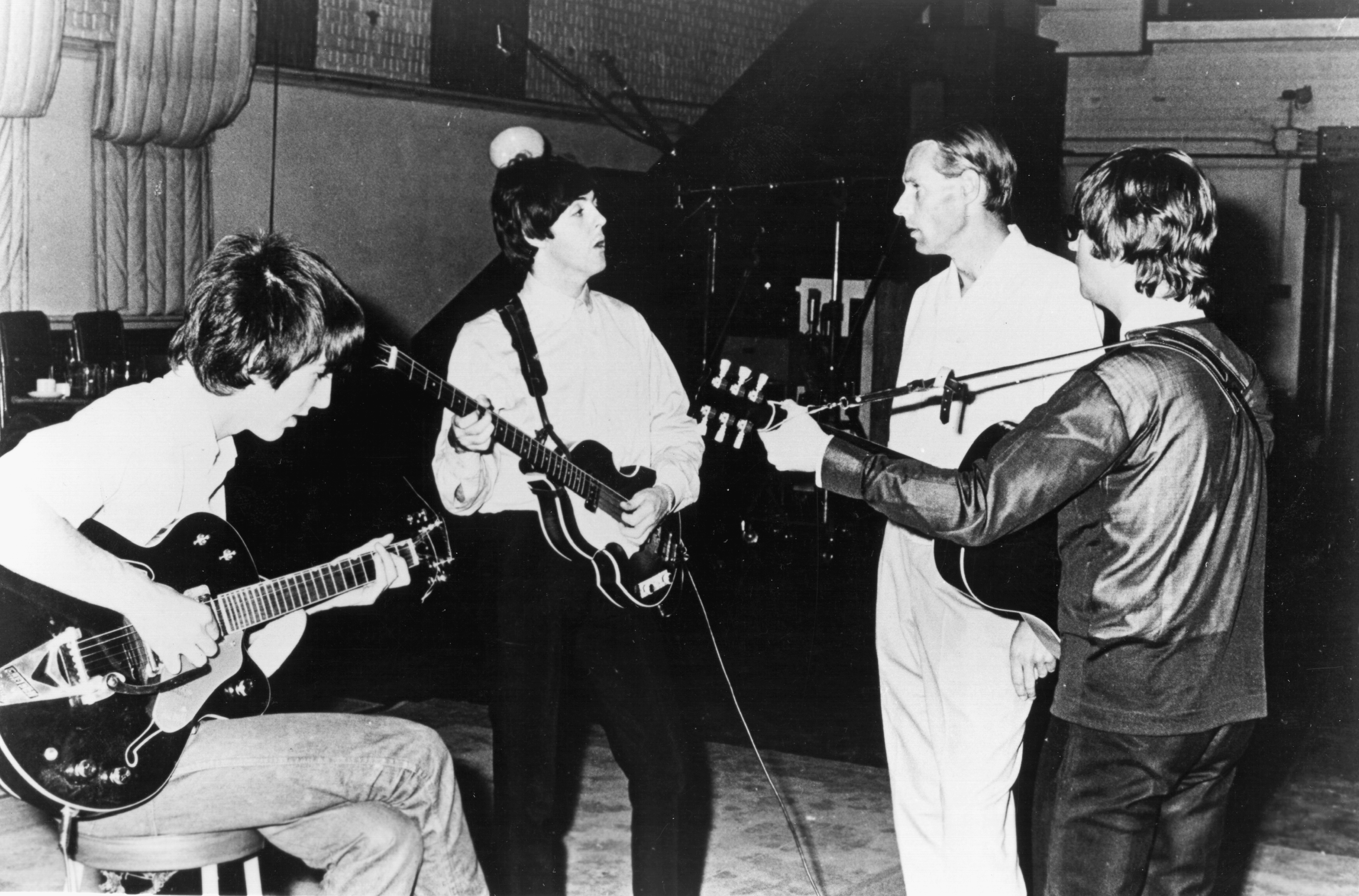
攝於1966年；與披頭四成員們討論音樂演出方式的馬丁（右二）。

在披頭四的經紀人布萊恩·艾普斯坦的會面下，1962年6月6日馬丁與披頭四首次見面並試聽他們的錄製歌曲，隨後馬丁挑選了作為他與披頭四首張合作的新單曲，該曲目發行後也成功擠上排行榜的前位。
與披頭四成員自行摸索樂器的經歷不同；馬丁有受過正式的音樂教育訓練，他在披頭四錄製唱片時常擔任提供另種角度表現手法的人士。如曲子中穿插的弦樂四重奏，便是出於馬丁的建議。馬丁也負責曲目上的技術問題處理，像在最後完成的曲風；便是他與錄音室的音效工程師傑夫·艾莫瑞克將此曲最初的原始音調版本、與後來所改編的音調版本所混合出來的內容。
除擔任披頭四的唱片製作人外，一些披頭四的曲目馬丁也會擔任其中的鋼琴、鍵琴之類的樂器伴奏成員。而披頭四的曲目在1967年6月25日的BBC實況節目中；是以現場節目演出的方式來進行錄製，當時馬丁也參與節目上幕後的錄製工程。

### 後期活動
除披頭四外，马丁为许多其他音乐人制作过唱片。其中与披头士同时代的艺人有马特·莫罗、希拉·布莱克、加里和领跑者组合、比利·J·克拉默与达科达乐队、四最乐队、大卫和乔纳森乐队、行动乐队。往後合作过的其他艺人还包括有國王歌手、美国乐队、吉他手傑夫·貝克和约翰·威廉斯、六十年代的两人组爱德华之手、加里·布鲁克、尼尔·萨达卡、乡村歌手肯尼·罗杰斯、廉價把戲、埃尔顿·约翰、席琳·迪翁和的等等。
披頭四解散後，马丁曾制作了保罗·温特1972年专辑，专辑是在马萨诸塞州麻堡海德的海边租的房子里录音的。温特说，马丁教了他“如何把录音室用作一个工具”，并让他在放松的氛围中录音，与专业录音室的高压控制不同。他也为英国非主流民谣摇滚乐队施泰克里奇制作了1974年专辑。1979年，他与罗恩·古德温合作制作了一张专辑，专辑收录了約翰·盧特创作的《披头士协奏曲》。2010年，马丁成为了太阳之臂组合（Arms of the Sun）首张硬摇滚专辑的执行制作人，太阳之臂是一个全明星项目，参与者有雷克斯·布朗（潘特拉乐队贝斯手）、约翰·卢克·赫伯（John Luke Hebert）、兰斯·哈维尔（Lance Harvill）和本·班克（Ben Bunker）。
1991年，马丁为險峻海峽最后一张录音室专辑中的歌曲贡献了弦乐编曲并指挥了管弦乐队。1992年，马丁与皮特·汤申德合作制作了《谁人乐队的汤米》舞台剧。该剧于1993年在百老汇开演，在同年夏天发行了初版卡司的录音专辑。马丁作为专辑制作人获得了1993年的格莱美最佳音乐剧专辑奖。
1995年，他为埃尔顿·约翰专辑中歌曲编排了管弦乐，在马丁的AIR伦敦录音室录音。他也制作了埃尔顿纪念戴安娜王妃的歌曲，该曲在1997年9月在世界各地的排行榜上登顶。

### 去世
2016年3月8日晚，马丁在英国威爾特郡的家中在睡梦中去世，享壽90岁。林戈·斯塔尔在推特账号上发布了马丁去世的消息。环球唱片的发言人确认了他的死亡。死因还没有公布。马丁身后留下结婚近五十年的妻子朱迪·洛哈特-史密斯和四个孩子。
斯塔尔在发布马丁去世的推特中写道：“上帝保佑乔治·马丁，平静和爱献给朱迪和他的家人，爱你们的林格和芭芭拉。乔治会被怀念的，xxx。”西恩·列侬发推：“我很伤心，不知道说什么。”其他回应此事的公众人物还有保罗·麦卡特尼、首相戴维·卡梅伦、工党領袖杰里米·科爾賓、美国歌手藍尼·克羅維茲、演员罗杰·摩尔和音乐人马克·朗森等。

## 評價
马丁对披头士作品的贡献经常受到评论界赞扬，使他被称为「披头士第五人」。然而，他对该说法不太认可，表示乐队助理兼演唱会随行人员尼尔·阿斯皮纳尔更符合这个称呼。
尽管马丁和许多其他艺人有过合作，有人觉得他过于关注披头士而批评他。霍华德·史特恩公开批评马丁在乐队的成功中占据了太多功劳，虽然该言论很快被其他人质疑，被认为“判断失当”。披头士书籍作家西恩·伊更（Sean Egan）认为马丁的“披头士第五人”形象已被“一些人过度炒作”。喜剧演员凯文·埃尔顿在数个电视剧中讽刺了马丁的公众形象，包括《笑料一火车》和《这是凯文》。
约翰·列侬淡化了马丁对披头士音乐的重要性。在1970年和詹恩·温纳的采访中，列侬说：“（迪克·詹姆斯）是另一个那种认为他们造就了我们的人。他们没有。我想听听迪克·詹姆斯的音乐，我想听听乔治·马丁的音乐，请给我播放一些吧。”在1971年给保罗·麦卡特尼的一封信中，列侬写道：“当人们问我‘乔治·马丁到底为你们做了什么？’，我发现你根本没有答案！这不是贬低他，这是事实。”列侬写道，马丁把披头士音乐中的过多功劳归于自己。

## 奖项和荣誉

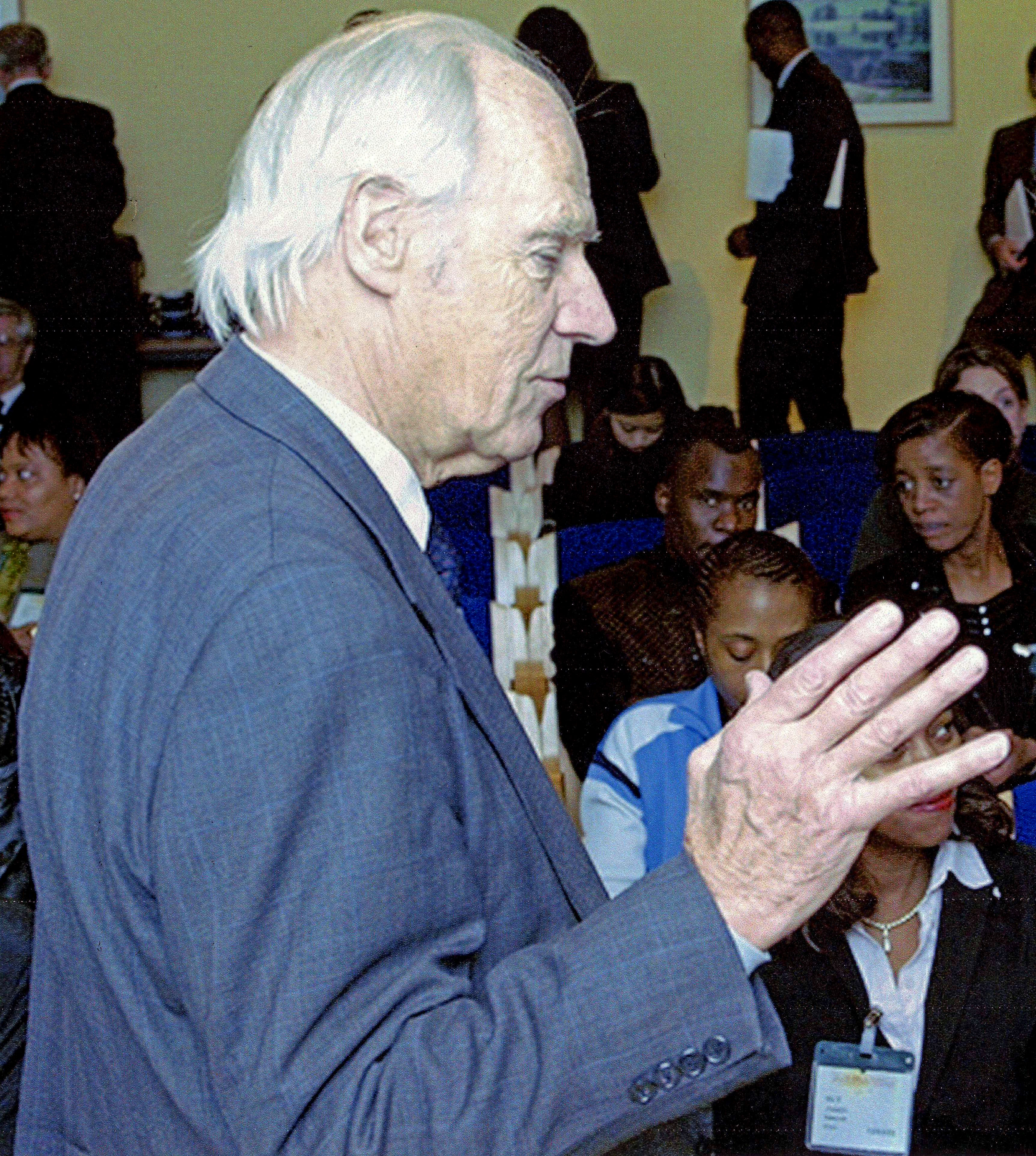
2007年的马丁。

- 1964年奥斯卡奖 - 提名最佳配乐（电影《一夜狂欢》）[46]
- 1967年格莱美奖 - 最佳当代专辑（作为专辑的制作人）[47]
- 1967年格莱美奖 - 年度专辑（同上）
- 1973年格莱美奖 – 最佳人声伴唱编排（作为歌曲的编曲者)
- 1977年全英音樂獎 - 过去25年的最佳英国制作人[48]
- 1984年全英音樂獎 - 杰出贡献奖[49]
- 1993年格莱美奖 - 最佳音乐剧专辑（作为的制作人)
- 2007年格莱美奖 - 最佳影视原声合辑专辑（作为披头士专辑《Love（英语：Love (Beatles album)）》的制作人之一，与儿子吉里斯·马丁共享）
- 2007年格莱美奖 - 最佳环绕声专辑（同上）

1989年，位于美国波士顿的伯克利音樂學院授予马丁名誉博士学位。1998年，他成为英国唱片业协会的年度人物。马丁于1999年被引入摇滚名人堂，于2006年被引入英国音乐名人堂。2002年的比利时弗兰德斯国际电影节上，世界电影原声学会授予了马丁终身成就奖。2004年，英国纹章院授予马丁个人纹章。他的纹章上有三只甲壳虫，一只家燕（英文名为）持有一只直笛，以及拉丁语提句（英文）。2006年，利茲貝克特大學授予他名誉音乐博士学位。2008年，都柏林大学学院的文学历史学会授予他詹姆斯·乔伊斯奖。2011年，牛津大学授予他名誉音乐博士学位。
马丁是少数几个在连续几个十年中制作出冠军唱片的制作人（1960年代、70年代、80年代和90年代），其他取得这一成就的人包括菲尔·斯佩克特（1950年代、60年代和70年代）、昆西·琼斯（1960年代、70年代和80年代）、迈克尔·欧马蒂安（1970年代、80年代和90年代）和吉米·吉姆与特里·李维斯（1980年代、90年代和00年代）。